# Vogts Villa

Vogts Villa est le troisième album du chanteur norvégien Morten Harket sorti en 1996. Les chansons sont écrites en norvégien, contrairement à la majorité de ses albums. 

## Titres
1. Tilbake Til Livet
2. Jeg Kjenner Ingen Fremtid
3. Herre I Drommen
4. Fremmed Her
5. Sondag Morgen
6. Gammal Og Vis
7. Taksameteret Gar
8. Himmelske Danser
9. Lyser Nar du Drar
10. Vuggevise